# Нісмичі
Нісмичі (до 1993 року — Подільське)— село в Україні, у Шептицькому районі Львівської області. Населення становить 174 особи.
На деяких картографічних ресурсах досі позначене за своєю старою назвою, як Подільське.

## Історія
Понад 100 років Нисмичі були прикордонним селом Австро-Угорщини.
Місцева греко-католицька церква Успення Пр. Богородиці була дерев'яною, зведена в 1712 р., відремонтована в 1927 р., була парафіяльною, належала до Варяжського деканату Перемишльської єпархії.
Військовий злочин стався в Нісмичах у 1919 році, де польські війська розстріляли пораненого стрільця Української Галицької Армії Демчука а також селян Левка Бесика, Каську Тивонюк та Павла Пирога.
На 01.01.1939 в селі проживало 440 мешканців, з них 410 українців-грекокатоликів, 20 українців-римокатоликів, 10 євреїв. Село входило до гміни Хоробрув Сокальського повіту Львівського воєводства Польської республіки.
Після Другої світової війни село опинилося у складі Польщі. 16-20 червня 1947 року під час операції «Вісла» польська армія виселила з Нісмичів на щойно приєднані до Польщі північно-західні терени 51 українця. У селі залишився 21 поляк.
За радянсько-польським обміном територіями 15 лютого 1951 року село передане до УРСР, а частина польського населення переселена до Нижньо-Устрицького району, включеного до складу ПНР.

## Населення

### Мова
Розподіл населення за рідною мовою за даними перепису 2001 року:
| Мова       | Кількість | Відсоток |
| ---------- | --------- | -------- |
| українська | 172       | 98.85%   |
| білоруська | 2         | 1.15%    |
| Усього     | 174       | 100%     |